# Plastophora brasiliensis
Plastophora brasiliensis är en tvåvingeart som först beskrevs av Günther Enderlein 1912.  Plastophora brasiliensis ingår i släktet Plastophora och familjen puckelflugor. Inga underarter finns listade i Catalogue of Life.